# Dżurnaja
Dżurnaja (arab. جرنايا) – wieś w Syrii, w muhafazie Hims. W 2004 roku liczyła 340 mieszkańców.